# ISO 3166-2:BN
ISO 3166-2:BN – kody ISO 3166-2 dla podjednostek administracyjnych Brunei.
Kody ISO 3166-2 to część standardu ISO 3166 publikowanego przez Międzynarodową Organizację Normalizacyjną. Kody te są przypisywane głównym jednostkom podziału administracyjnego, takim jak np. województwa czy stany, każdego kraju posiadającego kod w standardzie ISO 3166-1. 
Aktualnie (2017) dla Brunei zdefiniowano kody dla 4 dystryktów. 
Pierwsza część oznaczenia to kod Brunei zgodnie z ISO 3166-1, natomiast druga część oznaczenia znajdująca się po myślniku to dwuliterowy kod jednostki administracyjnej. 

## Kody ISO
| Kod ISO | Nazwa jednostki administracyjnej | Nazwa jednostki administracyjnej w języku malajskim | Rodzaj jednostki administracyjnej |
| ------- | -------------------------------- | --------------------------------------------------- | --------------------------------- |
| BN-BE   | Belait                           | Belait                                              | dystrykt                          |
| BN-BM   | Brunei-Muara                     | Brunei-Muara                                        | dystrykt                          |
| BN-TE   | Temburong                        | Temburong                                           | dystrykt                          |
| BN-TU   | Tutong                           | Tutong                                              | dystrykt                          |